# Crematogaster sculpturata
Crematogaster sculpturata är en myrart som beskrevs av Theodore Pergande 1896. Crematogaster sculpturata ingår i släktet Crematogaster och familjen myror.

## Underarter
Arten delas in i följande underarter:
- C. s. accola
- C. s. phytoeca
- C. s. sculpturata